# 報道しない自由
報道しない自由（ほうどうしないじゆう）とは、国民の知る権利のために報道機関が有する報道の自由に対して、時には報道機関が報道しないことによって国民に知らせないことも自由になってしまうという危険性を示す用語である。
放送事業者については放送法第4条の「政治的に公平であること」「意見が対立している問題については、できるだけ多くの角度から論点を明らかにすること」の規定から、報道しない自由が問題視されることがある。

## 議論
報道機関が情報を報道しないことに対しては、古くは杉村楚人冠の「故意に不実の事を捏造するのも罪悪であるが、公にすべき事実を差し押さえて公にせぬのも罪悪たることは、相同じい」といった主張などがある。
鈴木寛は、「報道の自由」と「報道しない自由」は表裏一体であると指摘し、これを知ることはインテリジェンスを鍛えるために第一に重要なことだという。
ギル・スコット・ヘロンは、これを端的に表現した「en:The Revolution Will Not Be Televised」（革命はテレビ中継されない）というポエトリーリーディングを1971年に発表している。